# 피에르 팔마데

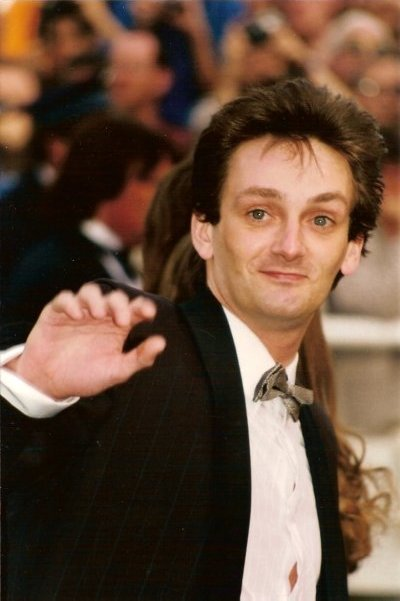

피에르 팔마데(Pierre Palmade, 1968년 3월 23일 ~ )는 프랑스의 희극 배우, 각본가, 영화배우, 연극 배우, 저자, 텔레비전 배우이다.
보르도에서 태어났다.

## 영화
- 사강 (2008년)
- 아스테릭스 3 - 바이킹스 (2006년)
- 페달 라스트 (2004년)
- 아스테릭스 (1999년) - 아수란세토릭스 역
- 온 퍼트 (1991년)